# إيلين واي
إيلين واي (بالإنجليزية: Eileen Mabel Elizabeth Way)‏ هي ممثلة بريطانية (وحملت سابقاً جنسية المملكة المتحدة لبريطانيا العظمى وأيرلندا)، ولدت في 2 سبتمبر 1911 في المملكة المتحدة، وتوفيت بنفس المكان في 16 يونيو 1994.

## أعمال

### أفلام
- (1960) المخطوف

## وصلات خارجية
- إيلين واي على موقع IMDb (الإنجليزية)
- إيلين واي على موقع ألو سيني (الفرنسية)
- إيلين واي على موقع أول موفي (الإنجليزية)
- إيلين واي على موقع قاعدة بيانات الأفلام السويدية (السويدية)
- إيلين واي على موقع قاعدة بيانات الفيلم (الإنجليزية)
- إيلين واي على موقع كينوبويسك (الروسية)